# École nouvelle de Boulogne
Die École nouvelle de Boulogne war eine 1934 von den deutschen Emigranten Fritz Karsen, Karl Linke und Walter Damus gegründete private internationale Tages-Sekundarschule in Paris. Sie alle waren zuvor an der Karl-Marx-Schule in Berlin-Neukölln tätig gewesen und dort von den Nazis aus ihren Ämtern vertrieben worden.
Trotz ähnlichen Namens hat die von ihnen gegründete École nouvelle de Boulogne nichts zu tun mit der von 1947 bis 1956 als Schulversuch existierenden Nouvelle École de Boulogne.

## Reformpädagogik in Frankreich
Eine Schule, die sich „École nouvelle“ nennt, signalisiert schon vom Namen her ihren Anschluss an die französische Reformpädagogik, die L'Éducation nouvelle, an deren Beginn Edmond Demolins mit seinem Buch L’Éducation nouvelle. L’École des Roches steht, das sich auf die von ihm 1898 gegründete Schule École des Roches bezieht. Nach Feidel-Mertz ist diese Schule ein nach englischem Vorbild gegründetes Landerziehungsheim. Die von ihm abgeleitete Pédagogie rocheuse habe zu weiteren Schulgründungen geführt, allen voran das 1904 gegründete (und im Februar 1917 geschlossene) La Ruche, das als Landerziehungsheim nach Grundsätzen der Produktionsschule auf genossenschaftlicher Basis fungiere und in seiner sozialen Ausrichtung Ähnlichkeiten mit dem Lietzschen Landwaisenheim Veckenstedt aufweise. Die École des Roches präsentiert sich heute auf ihrer Webseite als „exklusive“ Einrichtung, was erst so recht an Bedeutung gewinnt, wenn man einen Blick auf die Alumni-Seite wirft oder auf die Seite mit den Tarifen.
Es ist kaum anzunehmen, dass sich Fritz Karsen und seine Kollegen an diesen elitären Erscheinungsformen der französischen Reformpädagogik orientiert haben. Ihnen dürften eher die Reformbestrebungen von Célestin Freinet und Élise Freinet nähergestanden haben, die auf eine lange pädagogisch-reformerische Arbeit zurückblicken konnten und 1933 in Vence mit dem Aufbau der L'École Moderne begonnen hatten. Célestin Freinet war auch Initiator einer Lehrerkooperative, der C.E.L., aus der die französische Lehrerbewegung École Moderne hervorgegangen war. Das Ziel dieser Vereinigung war eine Veränderung des Schulwesens von innen heraus. Auf Montessoripädagogik und die pädagogischen Impulse der Freinets stützte sich ein 1947 gestarteter und ministeriell abgesegneter Schulversuch, der in Frankreich unter dem Namen Nouvelle École de Boulogne bekannt ist und dessen Ziele jedem reformpädagogischen Projekt zur Ehre gereicht hätten. Die Schule wurde 1956 aus verwaltungstechnischen Gründen geschlossen. Trotz gleichen Namens und gleichen Orts: Ein Bezug auf die Schule von Fritz Karsen und Kollegen ist nicht bekannt, auch im Internet ist ihre Schulgründung nahezu unbekannt.

## Gründungsgeschichte
Fritz Karsen wurde als einer der Ersten vom damaligen preußischen Kultusminister Bernhard Rust im Februar 1933 von seinen sämtlichen Ämtern beurlaubt und später wegen politischer Unzuverlässigkeit entlassen.
Am Tag des Reichstagsbrands, am 28. Februar 1933, emigrierte Fritz Karsen zusammen mit seiner Familie in die Schweiz und zog nach Zürich. Er schrieb für Schweizer Zeitungen, da andere Arbeit einem politischen Flüchtling untersagt war.

Von seinem Schweizer Exil aus nahm Karsen „Fühlung mit Freunden in England und Frankreich auf. Er wollte eine internationale Schule in Paris gründen.“ Das Projekt war von Karsen gedacht als Möglichkeit, für sich und seine Familie den Lebensunterhalt in der Emigration zu sichern. Zu Hilfe kam ihm dabei seine Bekanntschaft mit Max Horkheimer, der das aus Frankfurt geflüchtete Institut für Sozialforschung in Genf angesiedelt hatte. 

„Das ‚Horkheimer-Institut‘, wie es oft genannt wurde, lieh meinem Vater etwa zweitausend Dollar, die er später zurückgezahlt hat, mit denen er es wagen konnte, die École Nouvelle de Boulogne in Paris zu gründen.“

 Gadde weist außerdem darauf hin, dass Karsen auch von einem Internationalen Komitee für intellektuelle Flüchtlinge in Genf unterstützt worden sei.
Für die Erlaubnis zur Gründung der Schule sorgte ein weiterer Bekannter von Karsen: Paul Langevin. Der erwirkte beim französischen Unterrichtsministerium den am 14. Juni 1934 erteilten Erlaubnisschein. Ob dies alleine der Intervention Langevins zu verdanken war, ist nicht überliefert. Zu der Zeit wurde Frankreich von einem konservativen Kabinett der nationalen Einheit unter Premierminister Gaston Doumergue regiert, doch wie Feidel-Mertz behauptet, hätten sowohl die Regierung als auch die Lehrergewerkschaft von der Schulgründung reformerische Anstöße für das französische Schulwesen erwartet.
Ebenfalls für die Schulgründung von Bedeutung war, dass Karsen zwei alte Freunde und Kollegen von der Karl-Marx-Schule zur Seite standen: Karl Linke und Walter Damus.

## Eine schwierige Existenz
Die Erlaubnis des französischen Unterrichtsministeriums war Segen und Fluch zugleich, denn sie war verbunden mit der Auflage, dass sich die Schule an die französischen Unterrichtspläne zu halten habe. „Wegen deren starrer Stoffgebundenheit [war] jede Reformpädagogik unmöglich.“ Sonja Petra Karsen, die, wie zuvor schon in Berlin, erneut Schülerin in einer von ihrem Vater geleiteten Schule war, beschreibt die Unterschiede zwischen dem Berliner reformpädagogischen Ansatz und der französischen Paukschule aus eigenem Erleben: 

„An den Unterricht der Karl-Marx-Schule gewöhnt, vermochte ich den strengen, sich an vorgeschriebene Textbücher haltenden Unterricht anfangs nur schwer zu akzeptieren. Es wurde viel auswendig gelernt, besonders Französische Literatur und Geschichte. Jede Woche waren ‚Kompositionen‘ zu schreiben über einen Satz wie zum Beispiel ‚Je pense donc je suis‘ von Descartes. Alles war logisch zu entwickeln, und am Ende mußte das Zitat bewiesen sein. Ich war damals fünfzehn Jahre alt, und mir erschien es zu schwer, jede Woche einen solchen Aufsatz zu schreiben. Einmal hatte mein Vater Mitleid mit mir und wollte mir helfen. Ich war sicher, ich würde eine besonders gute Zensur erhalten, doch das Gegenteil traf ein, worauf mein Vater bemerkte: ‚Der Lehrer ist nicht klug genug, die Arbeit richtig zu würdigen.‘ Von da an schrieb ich mit gutem Resultat meine Kompositionen selber. Später habe ich dann gerade diese ‚Kompositionen‘ sehr geschätzt, da sie zum logischen Denken erzogen.“

An der Schule unterrichteten die aus Deutschland geflüchteten
- Fritz Karsen
- Karl Linke
- Walter Damus
- Fritz Wolff[13];
- Rodriguez Alvarez de Toledo[13]. Peter Dudek erwähnt ihn als Lehrer in der Freien Schulgemeinde Wickersdorf: „Der staatenlose Rodriguez Alvarez de Toledo war von 1924 bis 1928 als Lehrer für Mathematik, Geschichte und Gemeinschaftskunde in Wickersdorf tätig. 1933 musste er zum eigenen Schutz emigrieren.“[14] Er musste Wickersdorf „nach einem Krach mit Wyneken verlassen, wollte danach an keiner Privatschule mehr tätig werden; war staatenlos und ohne eine behördlich attestierte Fakultas und damit kaum eine Chance, an einer öffentlichen Schule tätig zu werden; er wandte sich an Karsen, der es schaffte, ihn als 'Hilfslehrer' anzustellen , ihn Mathematik-, Erdkunde- und Geschichtsunterricht in den höheren Klassen geben ließ und schließlich die Prüfungsberechtigung im Abitur für ihn durchsetzte; als die Brüningschen Sparverordnungen zu krassen Einsparungen zwangen, mußte Alvarez gehen; später emigrierte er, zunächst nach Paris, dann nach New York.“[15] Nach Jürgen Oelkers war Alvarez „die treibende Kraft eines Aufstandes von Schülern und Lehrern gegen Wyneken, der zu tumultartigen Auseinandersetzungen in der Schule führte und in deren Folge Alvarez fristlos entlassen wurde“.[16]

Ein Manko war, dass die übrige Lehrerschaft der Schule nur aus Lehrern von französischen Lycées bestand, die nebenberuflich unterrichteten. Von dieser Seite aus war keine nachhaltige Unterstützung für eine von den französischen Normen abweichende Schul- und Unterrichtsgestaltung zu erwarten. So vermutet denn auch Feidel-Mertz, dass die französischen Lehrkräfte ein Hemmnis für eine reformerische Gestaltung des Schullalltages gewesen seien und deutet an (ohne dies allerdings näher auszuführen), dass auch die ursprünglich positiv eingestellte Lehrergewerkschaft auf Distanz zur Schule gegangen sei.

Auch seitens der Eltern und Schüler scheint wenig Interesse an einer nach reformpädagogischen Ideen ausgerichteten Schulbildung geherrscht zu haben. 

„Die Schüler kamen aus verschiedenen Ländern, unter ihnen waren auch einige Kinder deutscher Emigranten. Die meisten bereiteten sich auf das Baccalauréat vor oder benutzten die Schule als Sprungbrett, um in eines der staatlichen Pariser Lycées zu kommen. Von einigen wenigen Ausnahmen abgesehen, waren alle Tagesschüler.“

Vor dem Hintergrund ist es wenig verwunderlich, dass, wie Feidel-Mertz ausführt, bereits nach wenigen Monaten die meisten Eltern auf Distanz zur Schule gegangen seien. Sie hätten sich nicht von der Tradition freimachen können und gefordert, „dass ihre Kinder am Schluß eines jeden Schuljahres die bisher üblichen Versetzungsprüfungen an den staatlichen Schulen ablegten, damit sie jederzeit die Möglichkeit hätten, wieder zu den öffentlichen Schulen zurückzukehren“.

Andererseits war die Schule für eine von Karsen möglicherweise intendierte Zielgruppe, Kinder aus Emigrantenfamilien, oft nicht bezahlbar, denn es musste Schulgeld verlangt werden, und das aufzubringen, war vielen Emigrantenfamilien nicht möglich. Karl-Heinz Füssl beschreibt das am Beispiel von Walter Friedländer: 

„Anfang 1934 teilte Li Friedländer das Schicksal ihres Mannes im Pariser Exil. Seitdem blieb ihnen allerdings der Zugriff auf deutsche Ersparnisse verwehrt. Ein Kredit Schweizer Freunde stellte keine Dauerlösung dar. Friedländer leitete neben der ehrenamtlichen Tätigkeit in der Sozial- und Berufsberatung in dem ‚Service Juridique pour les Réfugiés Allemands‘ auch das Sozialreferat in der ‚Commission Allemande de Secours‘. Die aus den Tätigkeiten bezogene Aufwandsentschädigung sicherte lediglich ein bescheidenes Auskommen und reichte bei weitem nicht aus, um die Tochter Dorothee an die von Fritz Karsen aufgebaute ‚Ecole Nouvelle de Boulogne‘ zu schicken. Friedländer nahm stattdessen dankbar das Angebot der Schweizerin Regina Kägi-Fuchsmann an, die seiner Tochter eine Freistelle an der privaten Reformschule Glarisegg am Bodensee vermittelt hatte.“

Karsen selber war mit der Situation, Geld für Bildung verlangen zu müssen, ebenfalls nicht glücklich. 

„Meinem Vater, der während seines ganzen Berufslebens an öffentlichen Schulen und Universitäten gewirkt hatte, lag die Leitung einer Privatschule überhaupt nicht. Es war ihm höchst unsympathisch, von den Eltern der Schüler finanziell abhängig zu sein und Schüler annehmen zu müssen, die eigentlich in eine andere Schule gehörten. Es war für ihn eine schwere Zeit.
“

Diese ungeliebte finanzielle Abhängigkeit wurde sicher auch deshalb als so drückend empfunden, weil nicht nur Karsen davon betroffen war, sondern seine gesamte Familie. 

## Das frühe Ende der École nouvelle de Boulogne
Die Situation war für Karsen offensichtlich so bedrückend gewesen sein, dass er sich bereits 1935 mit dem Gedanken einer Übersiedelung in die USA getragen haben muss. Auslöser hierfür war wiederum Max Horkheimer, der inzwischen das Institut für Sozialforschung nach New York verlegt hatte. Horkheimer war bereit, mit einem Affidavit zu bürgen, doch die amerikanischen Behörden verweigerten Karsen und seiner Familie die Einreise. Anfang 1936 war es dann aber soweit: Fritz Karsen erhielt eine Einladung der Kolumbianischen Regierung, als Erziehungsberater in Kolumbien zu arbeiten. Petra Sonja Karsen vermutet, dass dies auf Vermittlung von Fritz Demuth von der Notgemeinschaft deutscher Wissenschaftler im Ausland geschehen sei, bei der ihr Vater seine Unterlagen hinterlegt habe. Fritz Karsen nahm diese Einladung an und  konnte zusammen mit seiner Familie im März 1936 über die USA nach Kolumbien reisen. Sie wohnten fortan in Bogotá.
Walter Damus führte die École nouvelle de Boulogne zunächst weiter, eine Umstrukturierung wurde offenbar erwogen: „Die Abteilung für die Umschulung deutschsprachiger Kinder sowie die Sprachkurse für Erwachsene in Französisch, Englisch und Spanisch [sollten] noch ausgebaut werden. Die Schule organisierte außerdem eine deutsch-französische Ferienkolonie in St. Brévin am Atlantischen Ozean.“
1937 musste auch Walter Damus aufgeben. Er schloss die Schule und ging an die Pestalozzi-Schule Buenos Aires.
Geht man von der zitierten Elternkritik und den darin enthaltenen Erwartungen aus, der Orientierung am Lycée als unverzichtbarem (und unhinterfragtem) Karrieresprungbrett, dann war es in der Rückschau ein Fehler, die École nouvelle de Boulogne als Schule im starren und elitären französischen höheren Schulwesen etablieren zu wollen. Die „Chancen für die Realisierung von Schulversuchen im Volksschulbereich [waren] größer als im Sekundarbereich. So konnte Pitt Krügers Versuch des Gemeinschaftslebens in der Tradition der Écoles Nouvelles gelingen, während Fritz Karsens Versuch einer privaten internationalen Tages-Sekundarschule scheiterte.“